# 古典有神論
古典有神论是有神论的一种形式，与其他概念（例如泛神论、泛神论、多神论、自然神论和过程神论）相比，上帝被形容为绝对的形而上学式存在。
古典有神论是一神論的一种形式。大多数一神论者都认为，上帝是全知、全能和全善的。 古典有神论认为，上帝既是自有永有、同时也是超然的。并且具有不变、不可逾越和永恒。 古典有神论的一个关键概念是“物質的存在都取决于一个至高无上的神」。同样，上帝是完全超然的，他不仅创造了物质世界，而且使物质世界井然有序的運作。古希腊人將此稱為邏各斯。
古典有神论与柏拉图、亚里士多德、普洛提努斯、奥古斯丁、坎特伯雷的安塞姆、迈蒙尼德、阿维罗伊斯和托马斯阿奎那斯等作家的传统觀念息息相關。 自从17世纪科学革命以来，作为古典有神论的中心学说自有永有开始被科學思潮所取代。後來，這思想被解說為上帝从一开始就创造了宇宙，随后离开了宇宙，世界依然按照固定的自然法则运行。在十七世纪，这种神学学说被称为自然神论，并在18世纪启蒙运动中得到許多哲學家所接受。
在现代的神学家和宗教哲学家中，古典有神论以多种形式出现。例如：阿尔文·普兰丁格 （拒绝神圣的简单性）、理察·斯溫伯恩 （拒绝神圣的永恒性）和克雷格 （拒绝神圣的简单性和永恒性）的哲学家，  被视为有神论的个人主义者。又如戴维·本特利·哈特和爱德华·费瑟这样的哲学家都在捍卫传统的古典有神论。

## 參看
- 神學